# غرديغلان (سقز)
قرية غرديغلان (بالكردية: گردیگلان) هي إحدى القرى التابعة لـترجان في ريف قسم مركزي من مقاطعة سقز، في محافظة كردستان الإيرانية.

## السكان
حسب إحصاءات سنة 2006، بلغ إجمالي السكان في غرديغلان 420 نسمة وعدد المساكن 81 مسكن. لغة سكان غرديغلان هي اللغة الكردية و هم من أهل السنة والجماعة والمذهب الشافعي.